# Fred Shero
Fred Alexander Shero (* 26. Oktober 1925 in Winnipeg, Manitoba; † 24. November 1990 in Camden, New Jersey, USA) war ein kanadischer Eishockeyspieler (Verteidiger) und -trainer, der von 1947 bis 1950 für die New York Rangers in der National Hockey League spielte sowie von 1971 bis 1981 die Philadelphia Flyers und New York Rangers trainierte. 2013 wurde er mit der Aufnahme in die Hockey Hall of Fame geehrt.

## Karriere
In jungen Jahren stand Shero vor der Entscheidung zwischen Boxen und Eishockey. Er entschied sich gegen eine Laufbahn als Boxer und spielte für die New York Rovers in der Eastern Hockey League.
In der Saison 1947/48 spielte er überwiegend bei den St. Paul Saints in der United States Hockey League, stand aber auch in 19 Partien im Kader der New York Rangers. In den nächsten beiden Spielzeiten hatte er bei den Rangers einen Stammplatz. Er spielte ein Jahr für die Cincinnati Mohawks in der American Hockey League und für die Seattle Ironmen in der Pacific Coast Hockey League, bevor er in der AHL bei den Cleveland Barons für vier Jahre wieder einen längerfristiges Team hatte. Nach zwei Jahren mit den Winnipeg Warriors in der Western Hockey League und einem Jahr bei den Shawinigan-Falls Cataracts in der Quebec Hockey League beendete er 1958 seine aktive Karriere.
Unmittelbar danach begann er als Trainer seine zweite Karriere. Seine ersten Stationen waren die Moose Jaw Canucks in der Saskatchewan Junior Hockey League, die St. Paul Saints, die inzwischen in der International Hockey League spielten und die St. Paul Rangers in der Central Professional Hockey League. Ab 1967 trainierte er die Buffalo Bisons in der AHL, mit denen er in seiner dritten Saison den Calder Cup gewann. Er wechselte gleich darauf in die Central Hockey League und gewann mit den Omaha Knights auf Anhieb den Adams Cup.
Nach so vielen Erfolgen wurde auch die NHL auf ihn aufmerksam und ab der Saison 1971/72 stand er hinter der Bande der Philadelphia Flyers. Sein Team, das auch die „Broad Street Bullies“ genannt wurde, spielte sehr körperbetont. So gelang es ihnen auch gegen die Original-Six-Teams zu bestehen. In der Saison 1973/74 waren die Flyers nach der Erweiterung der NHL 1967 das erste neue Team, das den Stanley Cup gewinnen konnte. Shero erhielt in diesem Jahr auch als erster den neu eingeführten Jack Adams Award für den besten Trainer der NHL. Im Jahr darauf verteidigte die Mannschaft um Bobby Clarke unter Sheros Regie den Titel.
Zur Saison 1978/79 wechselte er als Trainer und General Manager zu den New York Rangers, die er gleich in seinem ersten Jahr in die Stanley-Cup-Finals führte. Nachdem er schwach in seine dritte Saison gestartet war, wurde er noch vor Saisonende von Craig Patrick abgelöst.
In den folgenden Jahren arbeitete er überwiegend für Radio und Fernsehen im Umfeld der New Jersey Devils. Diese Aufgabe unterbrach er für ein kurzes Trainerengagement in den Niederlanden. 1990 verstarb er an Magenkrebs.
Auch sein Sohn Ray Shero ist im Eishockeymanagement aktiv. 2006 löste er Craig Patrick, den Mann der seinen Vater bei den Rangers beerbte, als General Manager der Pittsburgh Penguins ab.

## Sportliche Erfolge
- Calder Cup: 1953 und 1954 (als Spieler); 1970 (als Trainer)
- Adams Cup – CHL: 1971 (als Trainer)
- Stanley Cup: 1974 und 1975 (als Trainer)

### Persönliche Auszeichnungen
- EAHL First All-Star Team: 1947
- AHL Second All-Star Team: 1954
- Louis A. R. Pieri Memorial Award: 1970
- Jake Milford Trophy: 1971
- Jack Adams Award: 1974
- Lester Patrick Trophy: 1980
- Teilnahme am NHL All-Star Game: 1975, 1976, 1977 und 1978 (als Trainer)
- Aufnahme in die Hockey Hall of Fame: 2013